# ليمونجي
ليمونجي هي بلدة في مقاطعة ترمذ في ولاية صرخنداريا في أوزبكستان.